# Synagoge (Dobruška)
Koordinaten: 50° 17′ 32,2″ N, 16° 9′ 43,7″ O

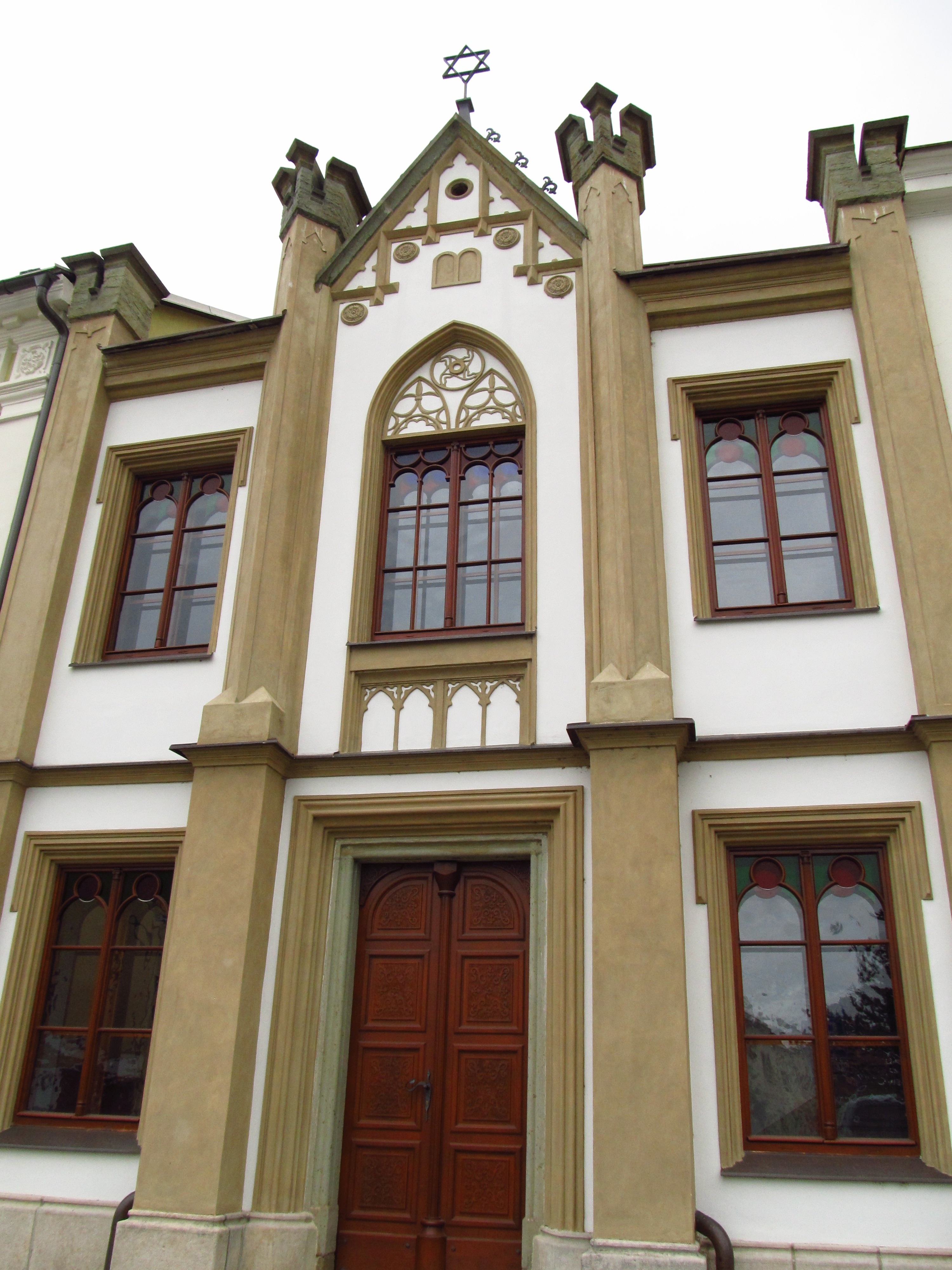
Ehemalige Synagoge in Dobruška

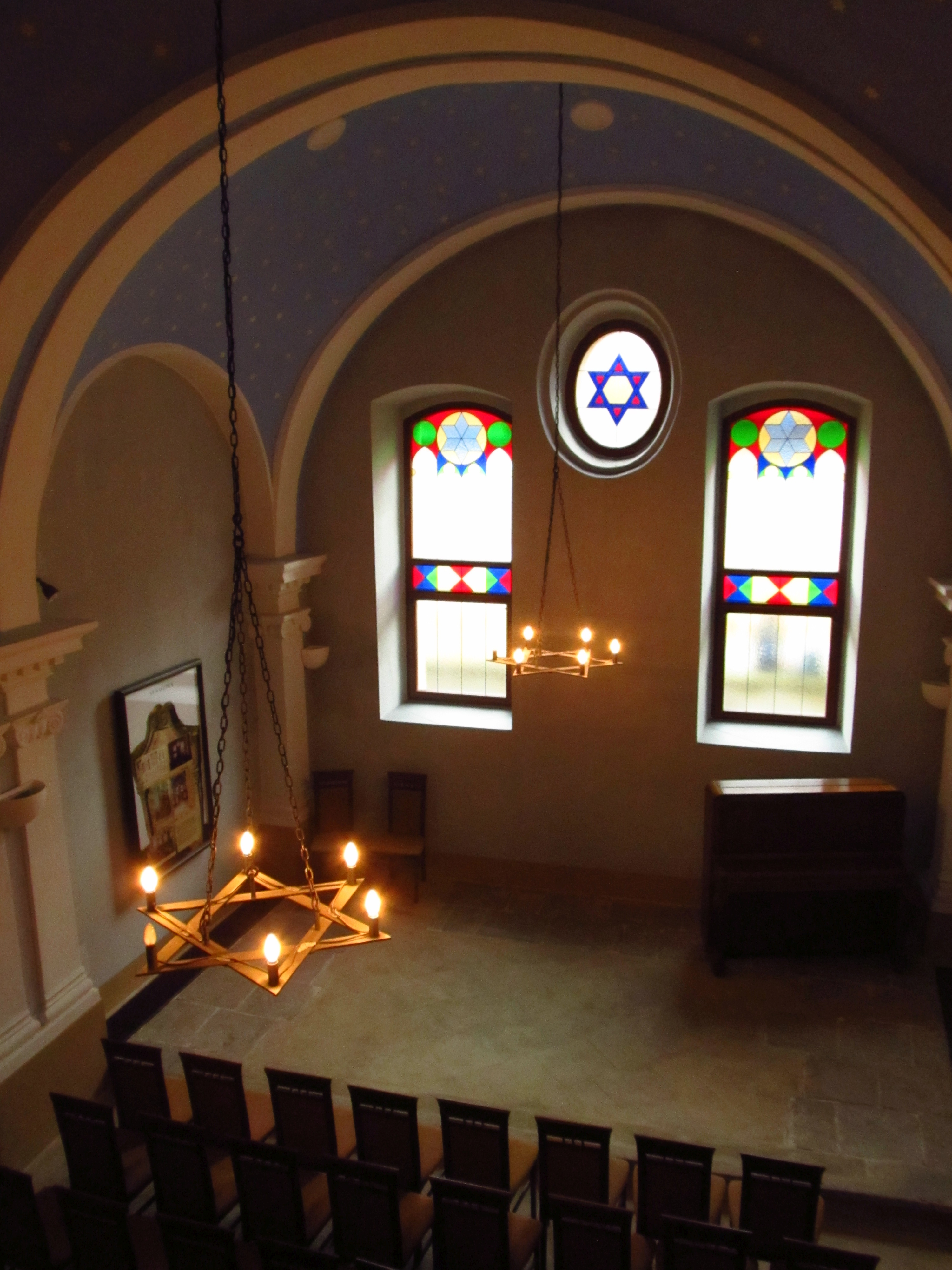
Innenansicht

Die Synagoge in Dobruška (deutsch Gutenfeld), einer tschechischen Stadt im Bezirk Rychnov nad Kněžnou in der Region Královéhradecký kraj, wurde nach dem großen Brand von 1806 errichtet und um 1865 im Stil der Neugotik umgestaltet. Die profanierte Synagoge am Šubertovo náměstí ist seit 1992 ein geschütztes Kulturdenkmal.
Die Synagoge überstand die deutschen Besatzer im Zweiten Weltkrieg, von 1954 bis 2006 diente sie als Predigtstation der Evangelischen Kirchgemeinde Klášter nad Dědinou. Sie wird heute als Museum genutzt.